# Kostice (kytovci)

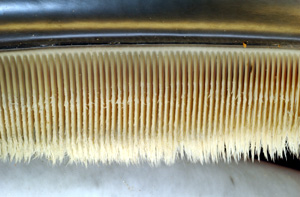
Kosticový hřeben

Kostice jsou útvary v ústní dutině kosticovců – neozubených kytovců, používané k filtrování potravy. Ve fázi plodu mají kosticovci zuby, které ale postupně mizí a jsou nahrazovány kosticemi, které má kytovec při narození už téměř plně vyvinuté. Vyrůstají z horní čelisti kytovce a jsou tvořené z keratinu (stejné látky, která tvoří vlasy či nehty).
Tvarem připomínají velké ohebné hřebeny. V závislosti na druhu velryby dosahují délky od 30 cm u plejtváka malého až po 4,5 m u velryby grónské a váhy až 90 kg. Jejich počet je též různý – od 140–150 u plejtvákovce šedého až po 375–400 u keporkaka či plejtváka obrovského.
Kostice byly lidmi využívány k mnoha účelům, od zpevňování luků po vyztužování deštníků, límců košil, korzetů a podprsenek. V současné době jsou již nahrazeny plasty.

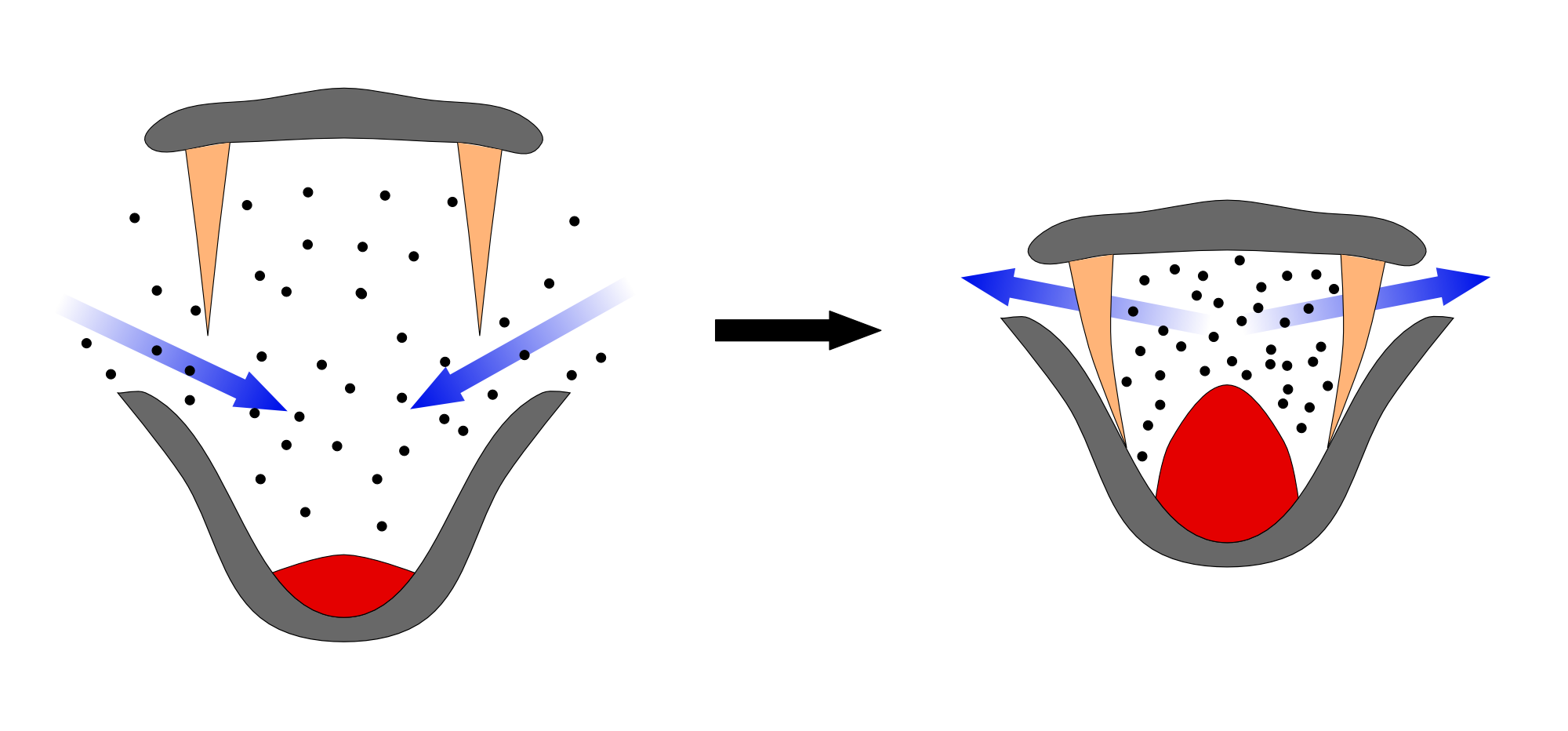
Způsob filtrování potravy pomocí kostic.
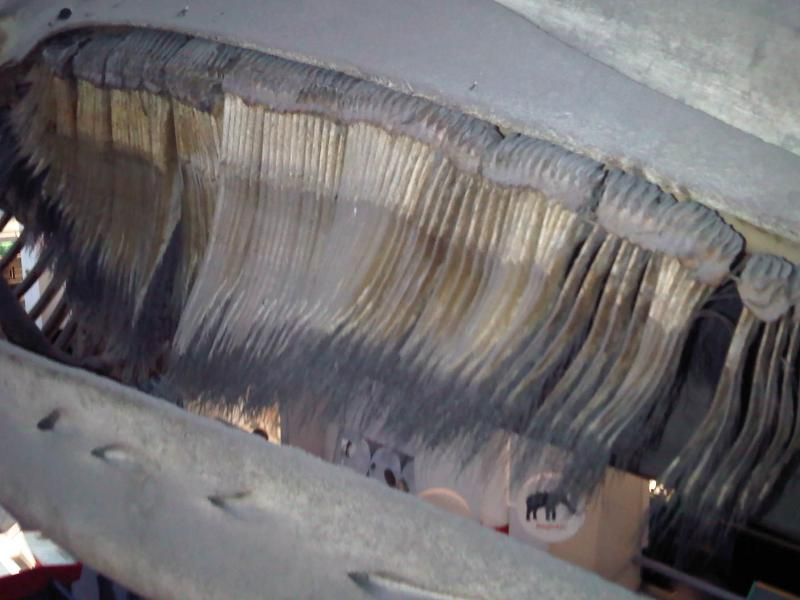
Kostice plejtvákovce šedého.
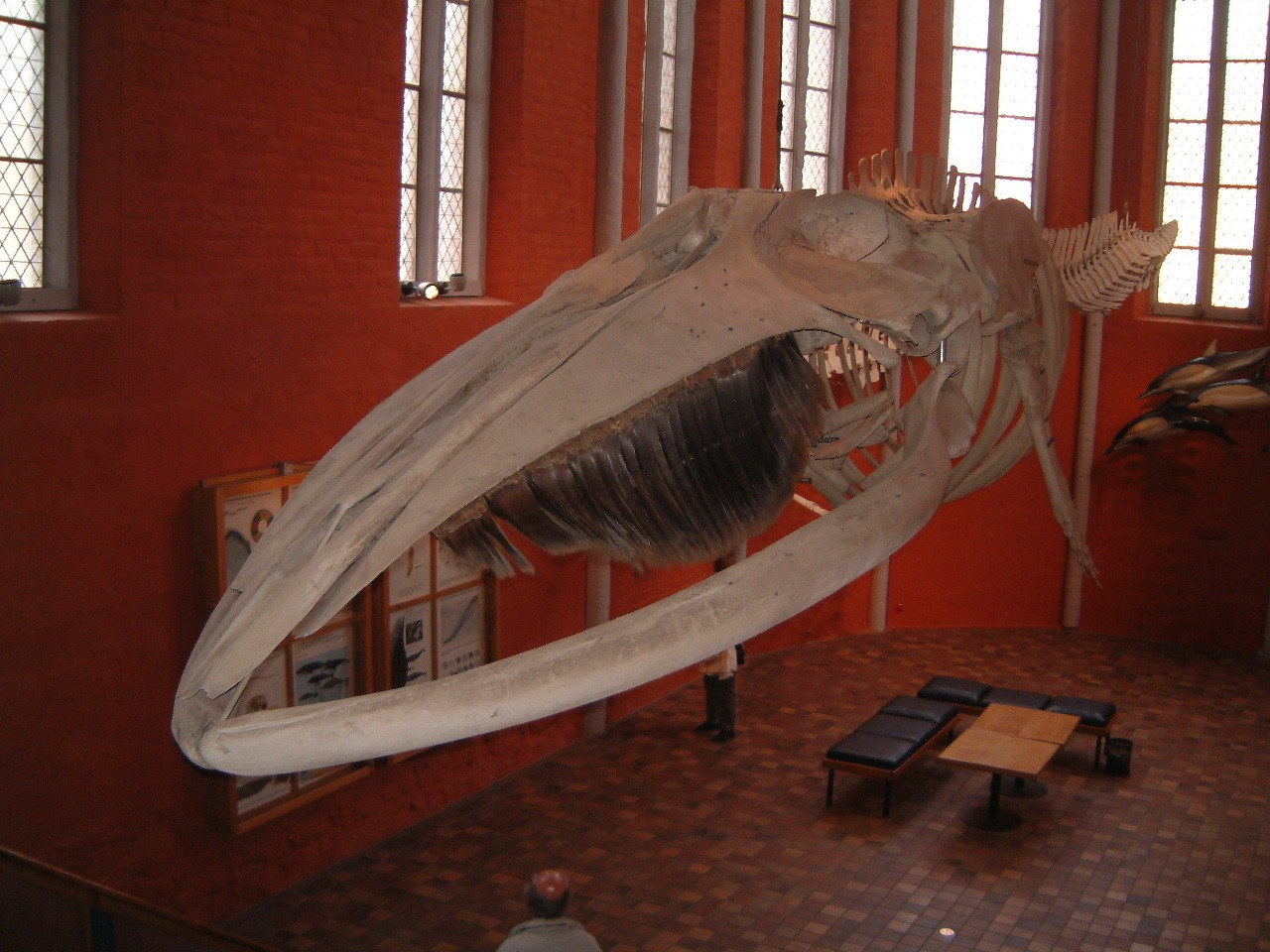
Kostra plejtváka myšoka s kosticemi v mořském museu ve Stralsundu.